# Wilhelm Molterer
Wilhelm Molterer, né Kletzmayr le 14 mai 1955 à Steyr, est un homme d'État autrichien membre du Parti populaire autrichien (ÖVP).
Il est ministre fédéral de l'Agriculture entre 1994 et 2000, ministre fédéral de l'Agriculture et de l'Environnement de 2000 à 2003, président du groupe parlementaire de l'ÖVP au Conseil national entre 2003 et 2007, vice-chancelier, ministre fédéral des Finances et président fédéral de l'ÖVP de 2007 à 2008, et vice-président de la Banque européenne d'investissement entre 2011 et 2015.

## Biographie

### Enfance, jeunesse et études
Il est le fils de Johann et Anna Kletzmayr, un couple de paysans de Sierning, en Haute-Autriche. Ayant vécu de nombreuses années chez son oncle Josef Molterer et sa tante, le couple sans enfants décide de l'adopter en 1969, afin qu'il puisse hériter de leur ferme.
Il fait ses études au haut établissement d'enseignement fédéral en agriculture de Sankt Florian. Il y obtient son Matura en 1974 et s'inscrit alors à l'université de Linz, où il étudie la socioéconomie. Il passe sa maîtrise avec succès en 1980.

### Débuts en politique
Entre 1981 et 1984, il est conseiller économique de l'Association des paysans autrichiens (Österreichischen Bauernbund), qui fédère les agriculteurs membres de l'ÖVP. Il est ensuite recruté pour deux ans au cabinet du conseiller régional de Haute-Autriche Leopold Hofinger. Il obtient son premier mandat électoral en 1985, étant élu au conseil municipal de Sierning.
Il rejoint en 1987 le ministère fédéral de l'Agriculture et démissionne alors de son mandat d'élu local. Il occupe le poste de secrétaire du cabinet du ministre, d'abord Josef Riegler, puis Franz Fischler.

### Ascension
Il est nommé porte-parole de l'ÖVP pour l'agriculture en 1989 et directeur de l'Association des paysans en 1990. Il quitte alors ses fonctions au ministère.
À l'occasion des élections législatives du 7 octobre 1990, il est élu à 35 ans député fédéral au Conseil national. En 1993, le président fédéral de l'ÖVP Erhard Busek le choisit comme secrétaire général.

### Ministre fédéral
Le 29 novembre 1994, Wilhelm Molterer est nommé à 39 ans ministre fédéral de l'Agriculture et des Forêts dans le quatrième gouvernement fédéral du social-démocrate Franz Vranitzky. Il devient en mai 1995 vice-président fédéral de l'ÖVP sous l'autorité de Wolfgang Schüssel.
Il est confirmé dans ses fonctions ministérielles en 1996 dans le gouvernement Vranitzky V et en 1997 dans le gouvernement Klima.
Après les élections législatives du 3 octobre 1999, le Parti populaire forme une « coalition noire-bleue » avec le Parti de la liberté d'Autriche (FPÖ). Le 4 février 2000, il est donc désigné ministre fédéral de l'Agriculture, des Forêts, de l'Environnement et des Eaux, son département ministériel ayant fusionné avec celui de l'Environnement.
L'instabilité interne au FPÖ conduit à la tenue des élections législatives anticipées du 24 novembre 2002. Au cours de ce scrutin, l'ÖVP obtient le statut de premier politique du pays, un événement inédit depuis 1966. Molterer est alors appelé à quitter le cabinet fédéral pour prendre la présidence du groupe parlementaire du parti, le plus important depuis les élections de 1983.

### Vice-chancelier

#### Le successeur de Schüssel
Lors des élections législatives du 1er octobre 2006, le Parti populaire perd un cinquième de son électorat et se trouve devancé par le Parti social-démocrate d'Autriche (SPÖ). Les deux partis entreprennent alors des négociations en vue de reconstituer la « grande coalition » au pouvoir entre 1986 et 2000. Les discussions, qui durent plus de deux mois, sont finalement un succès.
Schüssel en tire les conséquences et décide de se retirer de la présidence fédérale de l'ÖVP le 9 janvier 2007. Le comité directeur fédéral désigne alors Molterer pour prendre sa suite au congrès prévu trois mois plus tard. Le 11 janvier 2007, Wilhelm Molterer est nommé vice-chancelier d'Autriche et ministre fédéral des Finances dans le gouvernement fédéral de grande coalition du social-démocrate Alfred Gusenbauer. Il est formellement élu président fédéral de l'ÖVP le 21 avril suivant.

#### La rupture de la grande coalition
Le 8 juillet 2008, après plusieurs mois de tensions, Molterer convoque une conférence de presse et annonce la fin de la coalition gouvernementale en s'exclamant : « ça suffit comme ça ! ». L'ÖVP, encore en tête des sondages quelques mois auparavant, est menacé par la popularité du nouveau chef de file du SPÖ Werner Faymann. Le président fédéral doit alors convoquer de nouvelles élections législatives.
La campagne est très tendue, Molterer étant l'objet d'attaques régulières du Kronenzeitung pour sa politique jugée systématiquement pro-européenne. Le jour du scrutin, le 28 septembre, le Parti populaire reçoit à peine 26 % des voix, un résultat inférieur à sa défaite historique de 1994. Accusé d'avoir précipité la chute de l'ÖVP, Molterer doit se retirer.

#### Fin de vie politique
Les négociations pour une nouvelle grande coalition démarrent aussitôt et s'avèrent concluantes. Le 28 novembre, le ministre fédéral de l'Agriculture et de l'Environnement Josef Pröll prend sa suite à la présidence fédérale de l'ÖVP. Quatre jours plus tard, il lui succède dans ses fonctions ministérielles.
En juin 2011, la nouvelle ministre fédérale des Finances Maria Fekter propose sa nomination au poste de vice-président de la Banque européenne d'investissement (BEI), qui est approuvée. Il démissionne du Conseil national le 30 juin et prend ses nouvelles fonctions dès le lendemain. Son mandat se termine en 2015.